# Kamila Donáthová-Šťastná
Kamila Donáthová-Šťastná (německy též Stiasny, roz. Šťastná, 10. července 1884 Kutná Hora – asi 1943 neznámý nacistický koncentrační tábor) byla česká podnikatelka a filmová producentka židovského původu, oběť holokaustu. Od roku 1918 až do druhé světové války působila v československém filmovém průmyslu, posléze jako ředitelka a majitelka filmové distribuční a výrobní společnosti Gloriafilm s ateliéry na pražských Vinohradech, zajišťujících dovoz zahraničních filmů do Československa a výrobou celovečerních filmů. Společně například s Marií Popperovou a Ellou Spielmannovou (rovněž Židovky) byla jednou z mála žen ve vedoucích pozicích produkčních společností v době První československé republiky.

## Život

### Mládí
Narodila se v Kutné Hoře v židovské rodině statkáře Emanuela Šťastného a Karoliny, rozené Eisnerové. Měla dva sourozence: bratra Rudolfa a sestru Elsu. Získala dobré vzdělání. Zajímala se o kinematografii a po vzniku Československa roku 1918 se stala zástupkyní rakouské filmové společnosti Austria-film, dovážející rakouské či německé němé filmy.

### Filmovou producentkou
Posléze založila a vlastnila distribuční firmu Gloriafilm. Ta se posléze v ČSR začala zabývat též samotnou filmovou výrobou ve vinohradských ateliérech. Jedním z největších projektů byla filmová trilogie o Dobrém vojáku Švejkovi podle předlohy Jaroslava Haška, natočená roku 1926 v režii Karla Lamače, a dalším zpracováním roku 1931. Se společností spolupracovali například režisér Miroslav Cikán. Konkurenci ji tvořilo například studio AB Barrandov vlastněné producentem Milošem Havlem.
Vdala se a změnila příjmení na Donáthová-Šťastná. Spolupráce s německými partnery byla kolem roku 1935 kvůli židovskému původu Donáthové-Šťastné přerušena následkem změn spojených s nástupem nacismu a Adolfa Hitlera k moci ve státě roku 1933.

### Po roce 1939
Od období zřízení tzv. druhé republiky roku 1938 a následného vzniku Protektorátu Čechy a Morava 15. března 1939 byla rodina Marie Popperové kvůli židovskému původu na základě tzv. Norimberských zákonů protektorátními úřady pod vlivem nacistického Německa perzekvována. Následně byla v rámci procesu tzv. arizace židovského majetku připravena o vlastnictví společnosti Gloriafilm.

### Úmrtí
Kamila Donáthová-Šťastná byla roku 1941 transportována do Lodže na dnešním území Polska. Zde, pravděpodobně během roku 1943, zahynula. Přesné datum úmrtí není známo.